# Viktor Steska
Viktor Steska, né le 1er janvier 1868 à Laibach et mort le 1er janvier 1946, est un historien de l'art yougoslave et membre du clergé catholique. 

## Biographie
Après avoir fréquenté le lycée et étudié la théologie à Ljubljana, Viktor Steska est ordonné prêtre en 1891. Il est ensuite aumônier jusqu'en 1896 à Kočevje (Gottschee) et jusqu'en 1898 à Ljubljana. De 1899 à 1906 Steska est secrétaire épiscopal et de 1906 à 1918 directeur de la chancellerie épiscopale du diocèse de Ljubljana. Il travaille ensuite jusqu'à sa retraite en 1926 en tant que consultant culturel pour le gouvernement slovène. 